# DUT1
Pour les articles homonymes, voir DUT.

Graphique donnant les valeurs de DUT1 depuis 1973. Sa valeur évolue au fil du temps du fait des irrégularités de la rotation de la Terre. Les segments verticaux sont provoqués par l'introduction de secondes intercalaires dans UTC. Les autres petites variations parasites sont dues à des tremblements de terre ainsi qu'à d'autres phénomènes inexpliqués internes au globe terrestre.

DUT1 est, en métrologie du temps, la différence entre le temps universel UT1 (associé à la rotation de la Terre) et le temps universel coordonné UTC (qui correspond, à un nombre entier de  secondes près, au temps atomique international TAI, défini par un réseau d'horloges atomiques) :
DUT1 = UT1 − UTC.

## Évolution dans le temps
En moyenne, l'écart DUT1 se creuse vers les valeurs négatives dans la mesure où la seconde atomique a été choisie légèrement trop courte par rapport à celle de la rotation de la Terre en 1958. D'autre part la rotation de la Terre n'est pas constante sous l'influence des vents et des marées luni-solaires et dans une moindre mesure des courants océaniques et d'autres phénomènes mal connus, comme l'effet du noyau fluide. Dans cette mesure, la seconde de la rotation terrestre est variable et DUT1 ne dérive pas de manière uniforme. Par convention, DUT1 est maintenu dans l'intervalle −0,9 s < DUT1 < +0,9 s en intercalant des secondes intercalaires dans UTC de manière épisodique selon les aléas de la vitesse de rotation. Les valeurs de DUT1 sont publiées par l'IERS dans son Bulletin D. Sa valeur à compter du 20 juin 2025 est +0,1 seconde.